# Anel Ahmedhodžić
Anel Ahmedhodžić (ur. 26 marca 1999 w Malmö) – bośniacko-szwedzki piłkarz, występujący na pozycji obrońcy w angielskim klubie Sheffield United oraz w reprezentacji Bośni i Hercegowiny.

## Kariera klubowa

### Nottingham Forest F.C.
14 stycznia 2016 podpisał kontrakt z klubem Nottingham Forest F.C.. Zadebiutował 30 grudnia 2016 w meczu EFL Championship przeciwko Newcastle United F.C. (3:1).

### Malmö FF
28 stycznia 2019 przeszedł do drużyny Malmö FF. Zadebiutował 2 czerwca 2019 w meczu Allsvenskan przeciwko Helsingborgs IF (0:1). 20 lutego 2020 zadebiutował w rundy zasadniczej Ligi Europy w meczu przeciwko VfL Wolfsburg (2:1). W kwietniu 2020 przedłużył kontrakt do grudnia 2023 roku. Pierwszą bramkę zdobył 5 sierpnia 2020 w meczu ligowym przeciwko Helsingborgs IF (4:1). W sezonie 2020 jego zespół zajął pierwsze miejsce w tabeli zdobywając mistrzostwo Szwecji.

### Hobro IK
1 lipca 2019 został wysłany na wypożyczenie do klubu Hobro IK. Zadebiutował 15 lipca 2019 w meczu Superligaen przeciwko Aarhus GF (1:1). Pierwszą bramkę zdobył 21 lipca 2019 w meczu ligowym przeciwko Esbjerg fB (1:1).

## Kariera reprezentacyjna

### Szwecja
W 2020 roku otrzymał powołanie do reprezentacji Szwecji. Zadebiutował 9 stycznia 2020 w meczu towarzyskim przeciwko reprezentacji Mołdawii (1:0).

### Bośnia i Hercegowina
W sierpniu 2020 podjął decyzję o grze dla reprezentacji Bośni i Hercegowiny w przyszłości. We wrześniu jego prośba o zmianę narodowości została zatwierdzona przez FIFA. W październiku 2020 roku otrzymał powołanie do reprezentacji Bośni i Hercegowiny. Zadebiutował 8 października 2020 w meczu eliminacji do Mistrzostw Europy 2020 przeciwko reprezentacji Irlandii Północnej (1:1, k. 3:4).

## Statystyki

### Klubowe
(aktualne na dzień 1 lutego 2021)
| Klub                   | Sezon              | Liga               | Liga  | Liga   | Puchar kraju | Puchar kraju | Europa | Europa | Suma  | Suma   |
| Klub                   | Sezon              | Liga               | Mecze | Bramki | Mecze        | Bramki       | Mecze  | Bramki | Mecze | Bramki |
| ---------------------- | ------------------ | ------------------ | ----- | ------ | ------------ | ------------ | ------ | ------ | ----- | ------ |
| Nottingham Forest F.C. | 2016/17            | EFL Championship   | 1     | 0      | 0            | 0            | –      | –      | 1     | 0      |
| Nottingham Forest F.C. | Ogólnie            | Ogólnie            | 1     | 0      | 0            | 0            | 0      | 0      | 1     | 0      |
| Hobro IK               | 2019/20            | Superligaen        | 19    | 1      | 0            | 0            | –      | –      | 19    | 1      |
| Hobro IK               | Ogólnie            | Ogólnie            | 19    | 1      | 0            | 0            | 0      | 0      | 19    | 1      |
| Malmö FF               | 2019               | Allsvenskan        | 1     | 0      | 0            | 0            | 0      | 0      | 1     | 0      |
| Malmö FF               | 2020               | Allsvenskan        | 29    | 2      | 3            | 0            | 6      | 0      | 38    | 2      |
| Malmö FF               | Ogólnie            | Ogólnie            | 30    | 2      | 3            | 0            | 6      | 0      | 39    | 2      |
| Ogólnie w karierze     | Ogólnie w karierze | Ogólnie w karierze | 50    | 3      | 3            | 0            | 6      | 0      | 59    | 3      |

### Reprezentacyjne
(aktualne na dzień 1 lutego 2021)
| Reprezentacja        | Rok     | Mecze | Bramki |
| -------------------- | ------- | ----- | ------ |
| Szwecja              |         |       |        |
| 2020                 | 1       | 0     |        |
| Ogólnie              | Ogólnie | 1     | 0      |
| Bośnia i Hercegowina |         |       |        |
| 2020                 | 2       | 0     |        |
| Ogólnie              | Ogólnie | 2     | 0      |

| Mecze i gole w reprezentacji | Mecze i gole w reprezentacji | Mecze i gole w reprezentacji | Mecze i gole w reprezentacji | Mecze i gole w reprezentacji | Mecze i gole w reprezentacji | Mecze i gole w reprezentacji | Mecze i gole w reprezentacji |
| Szwecja                      | Szwecja                      | Szwecja                      | Szwecja                      | Szwecja                      | Szwecja                      | Szwecja                      | Szwecja                      |
| Lp.                          | Data                         | Miejsce                      | Gospodarz                    | Gość                         | Wynik                        | Gol                          | Rozgrywki                    |
| ---------------------------- | ---------------------------- | ---------------------------- | ---------------------------- | ---------------------------- | ---------------------------- | ---------------------------- | ---------------------------- |
| 1.                           | 09.01.2020                   | Doha                         | Szwecja                      | Mołdawia                     | 1:0                          |                              | Mecz towarzyski              |
| Bośnia i Hercegowina         |                              |                              |                              |                              |                              |                              |                              |
| Lp.                          | Data                         | Miejsce                      | Gospodarz                    | Gość                         | Wynik                        | Gol                          | Rozgrywki                    |
| 1.                           | 08.10.2020                   | Zenica                       | Bośnia i Hercegowina         | Irlandia Północna            | 1:1 k. 3:4                   |                              | el. ME 2020                  |
| 2.                           | 14.10.2020                   | Wrocław                      | Polska                       | Bośnia i Hercegowina         | 3:0                          |                              | Liga Narodów UEFA            |

## Sukcesy

### Malmö FF
- Mistrzostwo Szwecji (1×): 2020

## Życie prywatne
Ahmedhodžić urodził się w Malmö, w Szwecji. Posiada obywatelstwo bośniackie i szwedzkie.